# Footfalls (film)
Footfalls er en amerikansk stumfilm fra 1921 af Charles Brabin.

## Medvirkende
- Tyrone Power, Sr. som Hiram Scudder
- Tom Douglas som Tommy Scudder
- Estelle Taylor som Peggy Hawthorne
- Gladden James som Alec Campbell
- Nora Cecil